# Rainer Fritz Lick

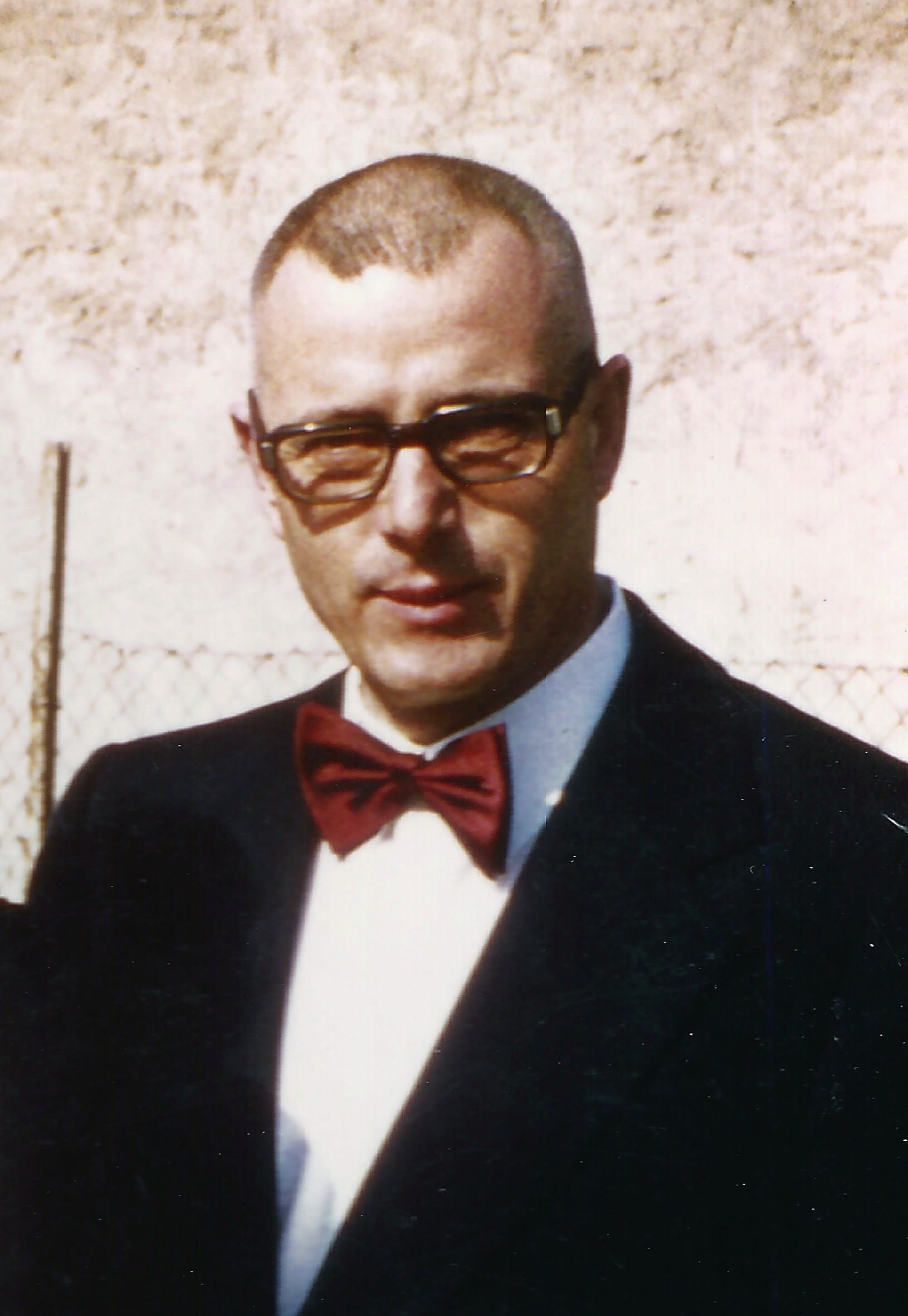
Rainer Fritz Lick (circa 1980)

Rainer Fritz Lick (* 8. August 1931 in Würzburg; † 20. August 1982) war ein deutscher Chirurg und Hochschullehrer. Er war maßgeblich am Aufbau des Notarztwesens der Stadt München beteiligt. Bis zu seinem Tod war er Chefarzt der I. Chirurgischen Klinik, Leitender Medizinaldirektor des Landkrankenhauses Coburg, Akademisches Lehrkrankenhaus der Universität Würzburg.

## Werdegang
Rainer F. Lick wuchs bis zur Zerstörung der Stadt 1945 in Würzburg auf. Sein Vater verstarb 1935 bei einem Unfall. Zusammen mit seiner Mutter und den drei Geschwistern floh er in das benachbarte Marktbreit, wo er 1950 die schulische Ausbildung mit dem Abitur abschloss. Im Wintersemester 1950/51 begann er das Studium der Humanmedizin, der Psychologie und Philosophie an der Julius-Maximilians-Universität Würzburg, welches er mit dem medizinischen Staatsexamen abschloss.
Ebenfalls 1956 wurde er mit dem Thema „Zur Kenntnis der Parungualen Fibrome (sog. Koenen-Tumoren)“ zum Dr. med. promoviert.
Von 1957 bis 1958 war Lick als Weiterbildungsassistent im Rahmen eines durch die American Medical Association organisierten Programmes am Somerset Hospital, Somerset, NJ tätig. Hier lernte er seine spätere Ehefrau Joan geb. Zakzewski (1935–2022) kennen. Aus der Ehe stammen drei Kinder (* 1960 Thomas, * 1961 Christina, 1966–2011 Matthias).
Nicht ohne gegen Widerstände ankämpfen zu müssen, war Lick mit dem Diplomingenieur Heinrich Schläfer (Branddirektion München) in München an der Einrichtung eines am 30. März 1966 realisierten Notarztdienstes beteiligt. Grundlegend dafür waren Vereinbarungen zwischen Fritz Holle, dem Direktor der Chirurgischen Poliklinik der Universität München, und dem Oberbranddirektor Karl Seegerer bezüglich des Zusammenwirkens von Arzt und Techniker am Unfallort. Von Holle wurde Lick mit der Betreuung des gesamten medizinischen Bereiches des daraus entstandenen ersten „Münchner Notarztdienstes“ beauftragt.
Am 20. August 1982 starb Lick unerwartet, er ist auf dem Friedhof Segnitz begraben.

## Veröffentlichungen

### Bücher
- mit Heinrich Schläfer: Unfallrettung. Medizin und Technik. Schattauer, Stuttgart / New York 1973, ISBN 978-3-7945-0326-1; 2., neubearbeitete und erweiterte Auflage, ebenda 1985, ISBN 3-7945-0626-X.
- Chirurgische Operationslehre in einem Band. Schattauer 1976, ISBN 978-3-7945-0410-7.
- Farbatlas zur Blickdiagnostik in der Allgemeinmedizin. Schattauer 1977, ISBN 978-3-7945-0580-7.
- Primärversorgung von Unfallverletzten. Schattauer, Stuttgart / New York 1978.
- Infektionsbekämpfung in der Chirurgie. Schattauer 1979, ISBN 978-3-7945-0656-9.
- Chirurgische Intensivbehandlung. Schattauer, Stuttgart / New York 1979, ISBN 978-3-7945-0608-8.
- Farbatlas der Chirurgie. Schattauer, 1979, ISBN 978-3-7945-0634-7.
  - Color Atlas of Surgical Diagnosis. Saunders, Philadelphia/London/Toronto 1980.
- Historische Beschreibung Des Preussischen Messerschluckers. Bergmann + Mayr, 1979, ISBN 978-3-922096-02-3.

### Artikel
- Über den Vitamin-A-Resorptionstest nach Magenresektion vom Typ Billroth II –  Langenbecks Archiv für klinische Chirurgie.
- Ein Beitrag zur Diagnose der fibrösen Dysplasie des Knochensystems (Jaffé-Lichtenstein-Uehlinger). Eine Röntgenologische und pathologisch-anatomische Studie. RöFo-Fortschritte auf dem Gebiet der Röntgenstrahlen und der bildgebenden Verfahren 97 (1962) doi:10.1055/s-0029-1227045.
- Untersuchungen zum Problem der bakteriellen Kontamination von Operationsgebiet und Operationswunde bei Laparotomien – Langenbecks Archiv für klinische Chirurgie (1963)
- mit W. Hart – Die Bedeutung der Etagen-pH-Metrie für die Magenchirurgie – Langenbecks Archiv für klinische Chirurgie  (1963)
- mit F. Holle und W. Hart – Magensekretion Und Magenchirurgie – DMW-Deutsche Medizinische Wochenschrift Nr. 11 (1964)
- mit W. Brückner und A. Schellenberger – Hyperparathyreoidismus und Gastroduodenalulcus – Langenbecks Archiv für klinische Chirurgie (1964)
- mit W. Hart und K. Bennewitz – Postoperative Jejunitis nach Magenresektionen – Langenbecks Archiv für klinische Chirurgie (1965)
- mit L. Schreiner und W. Brückner – Tierexprimentelle Untersuchungen zum Problem der Wundheilung nach Anwendung von Methyl-2-Cyanoacrylat – Langenbecks Archiv für klinische Chirurgie (1965)
- mit H. Welsch, W. Hart, D. Balser, und K. Bennewit – Zur biologischen Wirkung der aktiven Komponente (Tetrapeptid) des synthetischen Gastrins (Sekretionsstudien am Heidenhain-Pouch) – Langenbecks Archiv für klinische Chirurgie (1966)
- mit W. Brückner und O. Beck – Histomorphologische Untersuchungen zur Heilung von geklebten Wunden im Tierexperiment – Langenbecks Archiv für klinische Chirurgie (1966)
- Tierexperimentelle Untersuchungen zum alloplastischen Tracheaersatz nach Kontinuitätsresektion – Langenbecks Archiv für klinische Chirurgie (1968)
- mit W. Hart, K. H. Welsch, W. Brückner, I. Klempa, F. J. Schützler, D. Balser – Die lokal-antrale Säurehemmung des Magens und ihre Beziehung zur übergeordneten vagalen Antruminnervation – Zeitschrift für die gesamte experimentelle Medizin einschließlich experimentelle Chirurgie (1968)
- mit H. Heymann, D. Balser, H. Büchner, W. Hart, F. Holle, I. Klempa, K.-H. Welsch – Methodik und Klinik der form- und funktionsgerechten Operationen des Gastro-Duodenalulkus – DMW-Deutsche Medizinische Wochenschrift (1968)
- Der Elektrounfall – Langenbecks Archiv für Chirurgie (1969)
- mit K. Walter,  E. Schulz, H. Wulf – Unfallverletzungen, eine Computeranalyse gerichtsmedizinischer und klinischer Daten – Langenbecks Archiv für Chirurgie (1974)
- mit J. Rehn, –  Unfallrettung. Erste Maßnahmen am Unfallort und im Krankenhaus – Langenbecks Archiv für Chirurgie (1975)